# Tex Murphy
Tex Murphy är en spelserie inom genren äventyr skapad av Chris Jones som även spelar huvudpersonen. Han spelar en privatdetektiv i ett framtida San Francisco och är en blandning av genrerna film noir och cyberpunk.

## Spel
- Mean Streets (1989)
- Martian Memorandum (1991)
- Under a Killing Moon (1994)
- The Pandora Directive (1996)
- Tex Murphy: Overseer (1998)
- Tesla Effect: A Tex Murphy Adventure (2014)

### The Poisoned Pawn
The Poisoned Pawn var tänkt som sjunde spelet under utveckling. Spelet var tänkt att utspelas i Overseer och skulle vara baserad på romanen Tex Murphy and the Poisoned Pawn av  Aaron Conners. 30 april 2021 meddelades att spelet hade blivit nedlagd.

## Figuren
Tex Murphy är en hårdkokt privatdetektiv. Tex är medlem i en del av befolkningen som föds utan av några genetiska skador som gör honom till människa (omnämnd av figurer i spelet som en "Norm"). Han är en ivrig beundrare av klassiska noir-filmer med Humphrey Bogart. Som exempel gör han sitt jobb i stil med arketypiska filmfigurerna Sam Spade och Philip Marlowe. Han har utomordentliga kunskaper av iakttagelser (alltid som avbryts med humoristiska interna monologer); vid granskning av föremål eller funktioner missar han aldrig en viktig eller ovanlig detalj. Han är ibland klumpig, sarkastisk och naiv och hamnar ibland i trubbel.
Tex är en ärlig och allmänt godmodig man som lider av en dålig rygg, lite för mycket alkohol (föredrar Bourbon) och lite för många slag i huvudet. Han driver sin utredningsverksamhet i sin lägenhet vid Ritz Hotel på Chandler Avenue i Old San Francisco "bland mutanterna och nödlidande" där många affärer och vänner bor, inklusive sitt kärleksintresse, den mystiske tidningskioskägaren Chelsee Bando. Vid sidan önskar han vara respektabel, inte för att vara välbetald, han vill göra sina klienter lyckliga och känna respekt om han kan bara hålla avstånd från sin illaluktande fot i sin mun.
2011 rankade NowGame honom som åttonde bästa speldetektiven och kallade honom för "en symbol för en hårdkokt detektiv men undrade varför han klär ut som en blandning mellan en alkoholiserad Indiana Jones och Deckard från filmen Blade Runner".